# Watchmen: Az őrzők (film)
A Watchmen: Az őrzők (eredeti cím: Watchmen) 2009-es amerikai sci-fi film Zack Snyder rendezésében Patrick Wilson, Malin Åkerman, Billy Crudup és Jackie Earle Haley főszereplésével. A film a DC Comics kiadásában megjelent Dave Gibbons és Alan Moore Watchmen című képregénysorozatának feldolgozása.

## Történet
Egy alternatív valóságban 1985 októberében a New York-i rendőrség Edward Blake meggyilkolása ügyében indít nyomozást. Mivel a hatóság nem talál kiindulópontot és indítékot, az álarcos igazságosztó, Rorschach elhatározza, hogy megvizsgálja a tetthelyet. Rorschach felfedezi, hogy Blake, aki valójában a Komédiás néven ismert és a kormány alkalmazásában álló álarcos kalandor volt, a régi szuperhősök elleni összeesküvés áldozata lett. Így Rorschach elhatározza, hogy figyelmezteti négy régi bajtársát: Dan Dreiberget, korábbi nevén a második Éji Baglyot és az emberfeletti képességekkel bíró és érzelmileg rideg Doktor Manhattant és szeretőjét, Laurie Juspeczyk-t, a második Selyem Kísértetet, valamint Adrian Veidtet, a sikeres üzletembert, aki korábban mint Ozymandias, a Föld legokosabb embere volt ismert.
Blake temetése után Doktor Manhattant a televízió élő adásában megvádolják azzal, hogy több régi barátja és kollégája őmiatta szenvednek, vagy hunytak el rákban. Mikor az Egyesült Államok kormánya is úgy határoz, hogy nem hagyhatja figyelmen kívül ezeket a vádakat, Manhattan úgy dönt, hogy elhagyja a bolygót és önkéntes száműzetésbe vonul a Marsra. Távozása után a Föld országain politikai nyugtalanság lesz úrrá, mikor a Szovjetunió, az Egyesült Államok legnagyobb fegyvere - azaz  Dr. Manhattan - eltűnése után, felbátorodva megtámadja Afganisztánt.
Rorschach paranoid összeesküvés-elmélete megalapozottnak kezd látszani, mikor Adrian Veidt is kis híján áldozatául esik egy merényletnek, Rorschachot pedig tőrbe csalják, gyilkosság vádjával letartóztatják és bebörtönözik.
Csalódva kapcsolatában és ismét a kormány alkalmazásán kívül, Juspeczyk felkeresi Dreiberget, majd magukra öltve régi egyenruhájukat, folytatják bűnüldöző és ártatlanokat mentő tevékenységüket, miközben egymáshoz érzelmileg egyre közelebb kerülnek. Mivel Dreiberg beismeri, hogy kezd hinni Rorschach összeesküvés elméletének egyes részleteiben, elhatározzák, hogy kiszabadítják őt a börtönből.
Doktor Manhattan, miután elemzi létezésének történetét, a Marsra teleportálja Juspeczykit és kezébe adja a lehetőséget, hogy meggyőzze őt, avatkozzon be ismét az emberiség életébe. Ennek során Juspeczyk kénytelen szembesülni azzal a ténnyel, hogy Blake, aki egykor megpróbálta megerőszakolni az édesanyját, a vér szerinti apja. Ez a felfedezés ismét felébreszti Doktor Manhattan érdeklődését az emberiség iránt.
A Földön Éji Bagoly és Rorschach tovább folytatják nyomozásukat az összeesküvés leleplezésére, melynek a Komédiás áldozatául esett, Doktor Manhattan pedig száműzetésbe kényszerült. Olyan bizonyítékokra lelnek, melyek szerint Adrian Veidt állhat az egész hátterében. Rorschach a naplójában vezetett minden feljegyzését postára adja, egy kis New York-i újságkiadónak címezve. A páros ezután Veidt antarktiszi létesítményébe indul, ahol a férfi felfedi tervét. Veidt annak érdekében, hogy megmentse az emberiséget egy nukleáris háborútól az Egyesült Államok és a Szovjetunió között, Doktor Manhattan támadását színleli New York közepén, mely végez a város lakosságának felével. Reményei szerint ez egyesíti a világ nemzeteit a közös ellenséggel szemben. Veidt azt is beismeri, hogy ő gyilkolta meg a Komédiást és ő okozta Doktor Manhattan régi munkatársainak rákbetegségét, valamint megrendezte a saját meggyilkolására irányuló kísérletet is. Tette mindezt annak érdekében, hogy leplezze valódi tervét. Rideg logikáján elszörnyedve Dreiberg és Rorschach megpróbálják megfékezni őt, de rá kell döbbenniük, hogy Veidt már véghezvitte a tervét.
Mikor Doktor Manhattan és Juspeczyk visszatérnek a földre, szembesülnek a pusztítással és halállal, ami New Yorkot érte. Doktor Manhattan felismeri, hogy képességeit tachionok zavarják. A részecskék forrását az Antarktiszon határozza meg, és mindkettőjüket oda teleportálja, ahol ők is tudomást szereznek róla, hogy Veidt a felelős a történtekért. Veidt megmutatja a televíziós híradásokat, melyben a Föld népei, a megrázó és váratlan eset hatására politikailag békésen egyesülnek. A jelenlevő jelmezes bűnüldözők szinte mindegyike egyetért abban, hogy csakis az igazság eltitkolása szolgálhatja a világ javát. Rorschach azonban nem akar megalkudni és elindul azzal a szándékkal, hogy mindenki előtt leleplezi a történteket. Manhattan az útját állja, akinek a férfi kijelenti, hogy meg kell ölnie, hogy elhallgattassa őt Veidt cselekedetéről, mire Manhattan elporlasztja a kompromisszumot nem ismerő bűnüldözőt. Manhattan közli, hogy „valójában soha semmi nem ér véget” mielőtt elhagyná a Földet és elindul egy másik galaxisba.
Dreiberg és Juspeczyk az események után új személyazonosságot vesznek fel és bujkálva a nyilvánosság és a törvény elől, folytatják romantikus kapcsolatukat. New Yorkban egy szerkesztő házsártosan panaszkodik, hogy az újságukban még két oldal üresen áll az új és békés politikai helyzet miatt és utasítja az egyik alkalmazottját, hogy találjon valamilyen anyagot, amivel kitölthetik a szabad helyet. A fiatalember egy kupac jegyzet között kezd kutatni, melynek a legtetején ott hever Rorschach naplója.

## Szereplők
| Szerep                  | Színész             | Magyar hang          |
| ----------------------- | ------------------- | -------------------- |
| Laurie Jupiter          | Malin Åkerman       | Pikali Gerda         |
| Jon Osterman            | Billy Crudup        | Miller Zoltán        |
| Adrian Veidt            | Matthew Goode       | Rajkai Zoltán        |
| Walter Kovacs/Rorschach | Jackie Earle Haley  | Epres Attila         |
| Edward Blake            | Jeffrey Dean Morgan | Szabó Sipos Barnabás |
| Dan Dreiberg            | Patrick Wilson      | Stohl András         |
| Sally Jupiter           | Carla Gugino        | Fehér Anna           |
| Edgar Jacobi            | Matt Frewer         | Harsányi Gábor       |
| Nagy Figura             | Danny Woodburn      | Reviczky Gábor       |

## Filmzene
Két filmzene album is megjelent, ami a filmben található zenéket tartalmazza. Az egyik filmzene albumon különböző előadók (Various Artists) számai találhatók meg. Ez az album Watchmen: Music from the Motion Picture néven került bolti forgalmazásba. A másik megjelent lemezen, Tyler Bates zeneszerző által komponált, a filmhez kísérőzenként működő, filmzene található. Ez a filmzene album Watchmen: Original Motion Picture Score néven került a boltokba.